# Sirpus
Sirpus là một chi cua gồm 4 loài trong phân họ Pirimelinae của họ Carcinidae hoặc họ Pirimelidae.

## Các loài
Chi này gồm 4 loài, phân bố trong khu vực từ Biển Đen qua Địa Trung Hải tới đông Đại Tây Dương.
- Sirpus gordonae Manning & Holthuis, 1981: Vịnh Guinea (đảo Annobón).[6][7]
- Sirpus monodi Gordon, 1953: Vùng biển Tây Phi (Dakar, Senegal, Mauritania, Congo), gần đây xuất hiện tại đông Địa Trung Hải (Hy Lạp).[7]
- Sirpus ponticus Verestchaka, 1989: Biển Đen, tách ra từ S. zariquieyi.[7][8]
- Sirpus zariquieyi Gordon, 1953: Địa Trung Hải và vùng bờ biển thuộc Đại Tây Dương của Tây Ban Nha.[7]